# Dražemanski Veliki
Koordinati:   43°45′27″N, 15°40′42″E
Dražemanski Veliki je majhen nenaseljen otoček v Jadranskem morju, ki pripada Hrvaški.
Otoček leži jugovzhodno od rta Rat, ki se nahaja  na otoku Murter. Od rta je oddaljen okoli 1 km. Površina otočka meri 0,123 km².  Dolžina obalnega pasu je 1,39 km. Najvišji vrh je visok 40 mnm.